# Adriatik Hoxha
Adriatik Hoxha (Kolonjë, 9 marzo 1990) è un pesista albanese.

## Record nazionali
- Getto del peso indoor: 17,58 m ( Istanbul, 18 febbraio 2012)

## Palmarès
| Anno | Manifestazione          | Sede     | Evento         | Risultato | Prestazione | Note |
| ---- | ----------------------- | -------- | -------------- | --------- | ----------- | ---- |
| 2009 | Giochi del Mediterraneo | Pescara  | Getto del peso | 11º       | 16,02 m     |      |
| 2009 | Mondiali                | Berlino  | Getto del peso | 33º (q)   | 15,89 m     |      |
| 2011 | Campionati balcanici    | Sliven   | Getto del peso | 7º        | 16,40 m     |      |
| 2012 | Europei                 | Helsinki | Getto del peso | 24º (q)   | 17,00 m     |      |
| 2012 | Giochi olimpici         | Londra   | Getto del peso | 36º (q)   | 17,58 m     |      |
| 2013 | Europei indoor          | Göteborg | Getto del peso | 24º (q)   | 17,01 m     |      |
| 2016 | Campionati balcanici    | Pitești  | Getto del peso | 13º       | 15,48 m     |      |